# Miguel Arias Cañete

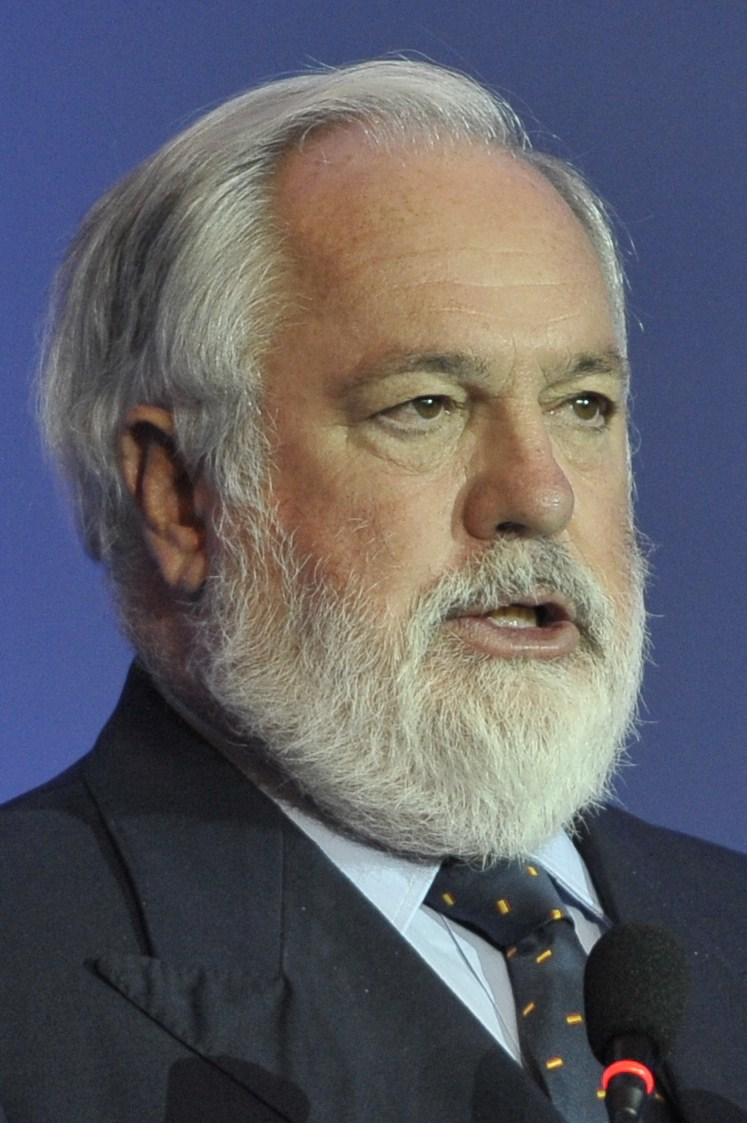
Miguel Arias Cañete

Miguel Arias Cañete, född 24 februari 1950 i Madrid, är en spansk politiker som representerar högerpartiet Partido Popular.
Arias Cañete var jordbruks- och fiskeminister i regeringen Aznar 2000-2004 och jordbruks- och miljöminister i regeringen Rajoy 2011-2014. Han har innehaft en rad höga politiska förtroendeuppdrag, och har bland annat varit ledamot av Europaparlamentet 1986-1999, spansk senator från Cádiz 1982-1986 och 2000-2004, samt varit ledamot av deputeradekongressen (underhuset i Cortes Generales) 2004-2014. Han blev åter invald i Europaparlamentet i samband med valet 2014, sedan han toppat Partido Populars valsedel. 
I juli 2014 nominerades Arias Cañete till att bli EU-kommissionär med ansvar för klimatåtgärder och energi i den tillträdande kommissionen Juncker. Han har kritiserats för att ha kopplingar till oljeindustrin och att det därför föreligger intressekonflikter i förhållande till den kommissionärpost han är föreslagen för.
Arias Cañete har en juristexamen från Universidad Complutense de Madrid och har varit verksam som statsåklagare och juridikprofessor (1975-1984). 

### Fotnoter
1. ↑  ”Cañete safe after EPP-Socialist deal, but Bratušek is out”. http://www.euractiv.com/sections/eu-priorities-2020/canete-safe-after-epp-socialist-deal-bratusek-out-309041. Läst 10 oktober 2014.